# Andrews County
Andrews County je okres ve státě Texas v USA. Žije zde přibližně 19 tisíc obyvatel. Správním městem okresu je Andrews. Celková rozloha okresu činí 3 888 km2.